# Verfassung des Königreichs Ägypten von 1923
Die Verfassung des Königreichs Ägypten von 1923 war die Verfassung Ägyptens von 1923 bis 1930 und 1935 bis 1952. Sie basierte auf einem parlamentarischen Repräsentativsystem und der Gewaltenteilung. Es handelte sich um die neunte Verfassung Ägyptens unter der Herrschaft der Dynastie des Muhammad Ali. Sie besaß formal auch im britisch-ägyptischen Kondominium Sudan Gültigkeit, verankerte rechtlich aber nicht die ägyptischen Ansprüche auf das Gebiet.

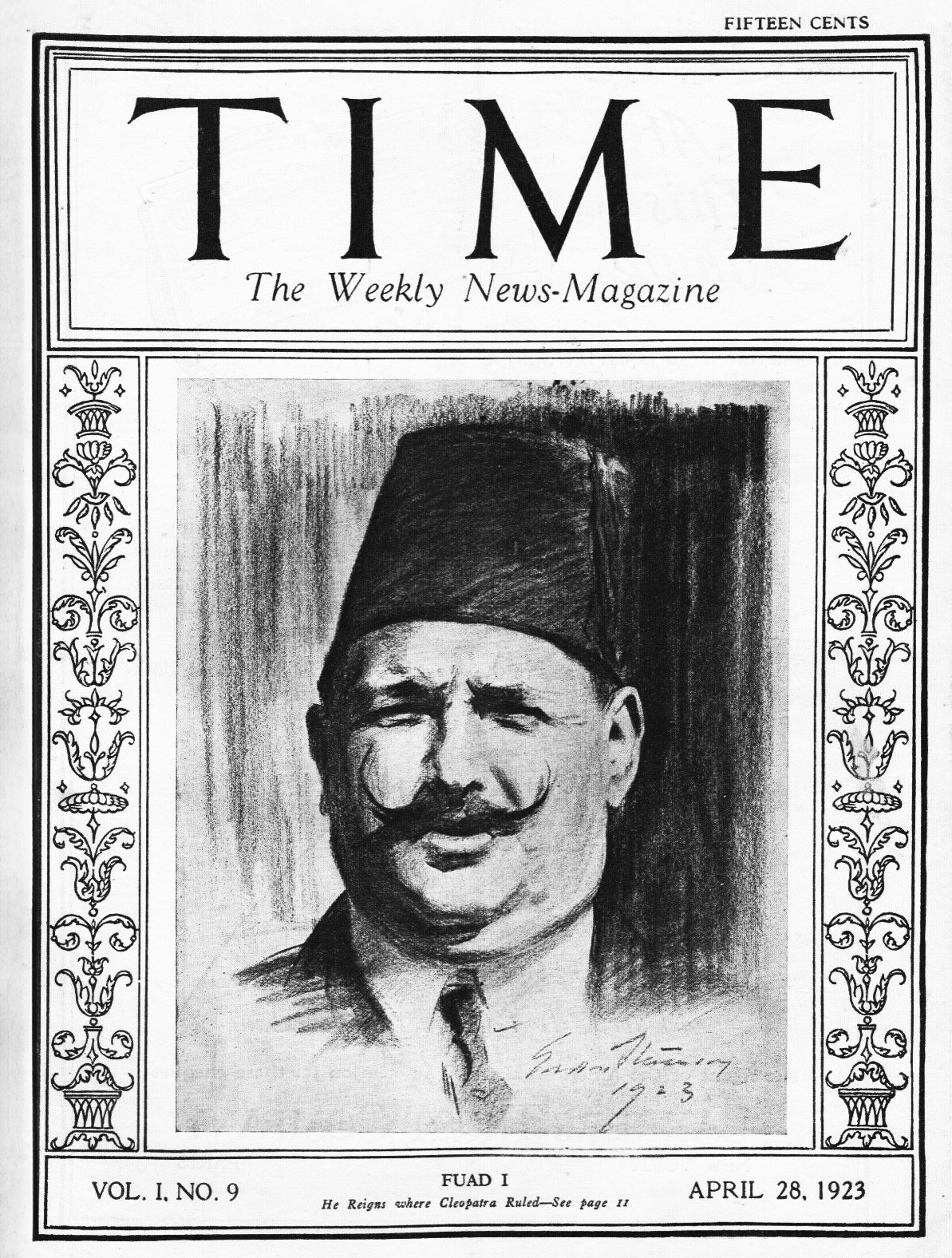
König Fu'ād I. nach dem Erlass der Verfassung auf der Titelseite des Time Magazine, 1923

## Zustandekommen
Nach dem Ende des Ersten Weltkriegs brach 1919 im britischen Protektorat Sultanat Ägypten eine Revolution aus. Die Erhebung umfasste alle Gesellschaftsgeschichten und manifestierte sich in Forderungen nach Freiheit, Unabhängigkeit und Demokratie. Trotz ihrer gewaltsamen Niederschlagung musste Großbritannien Ägypten am 28. Februar 1922 mit der Deklaration der Unabhängigkeit Ägyptens als unabhängigen Staat anerkennen (mit einigen Vorbehalten). Am 15. März proklamierte sich der bisherige Herrscher Fu'ād I. zum ersten König von Ägypten.
Auf der Grundlage dieses neuen Status, wurde im April 1923 von einem 30-köpfigen „Gesetzgebungsausschuss“, welcher Vertreter aus allen Gesellschaftsgeschichten und politischen Parteien umfasste, eine neue ägyptische Verfassung verkündet. Am 19. April 1923 wurde sie durch eine königliche Verordnung oktroyiert und trat am 30. April in Kraft. Sie gehörte damals zu den fortschrittlichsten Verfassungen Afrikas und wurde zum Vorbild für die Verfassungen der anderen arabischen Staaten, welche nach dem Zweiten Weltkrieg unabhängig wurden. Zu den Unterzeichnern der Verfassung gehörten alle Mitglieder der Regierung von Muhammad Tawfiq Nasim Pascha und der König.

## Aufbau
Die Verfassung vom 30. April 1923 definierte Ägypten als souveränen, „freien“ und unabhängigen Staat, dessen Regierungsform die konstitutionelle Erbmonarchie war. Die Regierung wurde als „repräsentativ“ bezeichnet. Dem Volk wurden aber wichtige Grundrechte gewährleistet: Gleichheit vor dem Gesetz (Art. 3), individuelle Freiheit (Art. 4), gesetzmäßiges Handeln (Art. 5,6), Unverletzlichkeit der Wohnung (Art. 8) und des Eigentums (Art. 9), Meinungs- (Art. 14), Presse- (Art. 15) und Versammlungsfreiheit (Art. 20).

### Der König – das Staatsoberhaupt
Der König wurden in der Verfassung starke Kompetenzen zugesichert. Er führte den Oberbefehl über die Streitkräfte und konnte das Parlament auflösen. Er konnte einem Land den Krieg erklären, musste dafür und für alle Verträge, die er abschloss, die Zustimmung des Parlamentes einholen. Der Monarch konnte in Krisenzeiten auch die Verfassung suspendieren. Seine Besitzungen und Ländereien waren für den Staat unantastbar, und sein jährliches Gehalt betrug 150.000 Ägyptische Pfund (Art. 161).

### Die Regierung
Der Premierminister wurde vom König ernannt. Alle seine Minister wurden auf seinen Vorschlag ebenfalls vom Monarchen ernannt. Kein Minister durfte dabei Mitglied der königlichen Familie sein. Der Premierminister trug die Verantwortung für alle Handlungen des Königs und musste alle Beschlüsse von ihm gegenzeichnen. Der Monarch konnte den Regierungschef allerdings auch von allen Aufgaben entbinden und jederzeit entlassen.
Die Regierung war dem Parlament wie dem König gleichermaßen verantwortlich und konnte durch ein Misstrauensvotum gestützt werden.

### Das Parlament
Die Verfassung verankerte das parlamentarische Repräsentativsystem, welches auf dem Prinzip der Kontrolle und des Gleichgewichts der Kräfte beruhte. Das Parlament bestand aus den beiden Kammern des Senats und der Abgeordnetenkammer.
Die Mitglieder des Senats wurden für ihre zehnjährige Legislaturperiode (Art. 79) zu zwei Fünfteln vom Monarchen ernannt, die restlichen auf der Grundlage des allgemeinen Wahlrechts gewählt. Dabei stellte eine Provinz mit zwischen 90.000 und 180.000 Einwohnern einen Senator. Bei einer Provinz, welche neben den 180.000 zusätzlich noch weitere über 90.000 Einwohner hatte, konnte sie einen weiteren Abgeordneten stellen. Für das passive Wahlrecht war ein Alter von 40 Jahren und die Zugehörigkeit zu einer der folgenden Kategorien nötig: Minister, Diplomat, Parlamentspräsident, Richter, Generalstaatsanwalt, Vertreter der islamischen Geistlichkeit oder des Klerus, pensionierter Offizier (vom Brigadegeneral auf), Abgeordneter nach zwei Legislaturperioden, Haus- oder Grundeigentümer, der im Jahr mehr als 150 Ägyptische Pfund Steuern zahlte, oder Personen mit einem Jahreseinkommen von über 1500 Pfund (Art. 78).
Die Mitglieder der Abgeordnetenkammer wurden gewählt, wobei in einer Provinz mit über 60.000 Einwohnern ein Abgeordneter kam. Hatte eine Provinz weniger als 30.000 Einwohner, wurde sie laut Wahlgesetz einem anderen Bezirk zugeteilt (Art. 82,83). Die Kandidaten für die fünfjährige Legislaturperiode mussten mindestens über 30 Jahre alt sein (Art. 85,86). Die Kammer wählten ihren Präsidenten und dessen beide Stellvertreter selbst, während der König den Senatspräsidenten ernannte und nur die beiden Vizepräsidenten gewählt werden konnten.
Beide Häuser tagten getrennt, konnten aber vom König zusammengerufen werden (Art. 120–123). Die politische Immunität genießenden Abgeordneten, die kein imperatives Mandat wahrnehmen durften (Art. 91), hatten das Recht zur Gesetzesinitiative. Solche Gesetze erforderten für deren Annahme allerdings die absolute Mehrheit in beiden Kammern (Art. 100).
Die Zahl der Mitglieder des Parlaments wurde von Zeit zu Zeit erhöht. Die Abgeordnetenkammer, zum Beispiel hatte von 1924 bis 1930 214 Mitglieder, dann stieg die Zahl auf 235. Die Verfassung von 1930 verringert sie von 1931 bis 1934 auf 150. 1936 wurde die Zahl noch einmal erhöht auf 233 Mitglieder. Dann stieg die Anzahl der Mitglieder 1938 auf 264 Abgeordnete. 1950 wurde die Anzahl auf 319 erhöht und blieb als solche bis zur ägyptischen Revolution von 1952 bestehen.

### Wahlrecht
1923 legte ein Wahlgesetz die Wahl für die Mitglieder der Abgeordnetenkammer und des Senats auf ein zweistufiges Verfahren fest. Zwar stand der Bevölkerung ein allgemeines Stimmrecht zu, doch war das passive Wahlrecht an dem reaktionären Wahlrecht des Khedivats Ägypten von 1913 orientiert. Zwar führte eine liberalisierte Reform 1924 ein direktes Wahlsystem ein, das änderte aber nichts an der Tatsache, dass die Landbevölkerung (Großteil der Bevölkerung) vom parlamentarischen Leben ausgeschlossen blieb. Meistens dominierten Großgrundbesitzer oder Adelige die Politik.

### Status der Religionen und Minderheiten
Der Islam wurde offiziell zur Staatsreligion erklärt (Art. 149), seine Gesetze (Scharia) allerdings endgültig durch ein modernes weltliches Rechtssystem ersetzt. Die Rolle als Staatsreligion war nur formal, die meisten Regierungen trieben eine radikale Säkularisation voran und setzten faktisch das Prinzip der Trennung von Staat und Kirche durch.
Die Verfassung hob alle noch diskriminierenden Vorschriften für religiöse Minderheiten auf. Sowohl Juden als auch die christlichen Kopten konnten ihren Glauben frei ausüben und Minister werden.

## Probleme der Verfassung
Die sehr starke Stellung des Königs löste einen Machtkampf zwischen diesem und dem Parlament aus. Fu'ād I. gelang es immer wieder, die Wafd-Partei, welche in den meisten Wahlen stärkste Kraft wurde, von der Regierungsausübung zu verdrängen. Die Folge waren meist instabile Minderheitsregierungen. Auch war die Demokratie durch mehrere Interventionen der britischen Besatzungstruppen, was zur zehnmaligen Auflösung des Parlaments führte, eingeschränkt. Die danach gesetzte zweimonatige Frist für Neuwahlen wurde vom Monarchen meist missachtet. 1928 suspendierte er die Verfassung sogar und ließ 1930 vom damals diktatorisch regierenden Premierminister Ismail Sidqi Pascha eine neue reaktionäre Verfassung ausarbeiten, welche bis 1935 in Kraft blieb. Da die großen politischen Parteien meist ideologisch zerstritten waren, konnte sich keine einheitliche parlamentarische Front gegen den Machtmissbrauch errichten. Mit diesen verschlechterten Grundbedingungen konnte die Verfassung nie als stabilisierende Kraft wirken und reflektierte die zeitweilige Instabilität Ägyptens. Allein von 1923 bis 1952 hatte das Land über 40 Regierungen.
| Monarch        | Beginn        | Ende          | Dauer in Jahren | Dauer in Monaten |
| -------------- | ------------- | ------------- | --------------- | ---------------- |
| Fu'ād I.       | Dezember 1924 | März 1925     | –               | 3                |
| Fu'ād I.       | Juni 1925     | Mai 1926      | –               | 11               |
| Fu'ād I.       | Juni 1928     | Dezember 1929 | 1               | 5                |
| Fu'ād I./Faruq | Juli 1930     | Mai 1936      | 5               | 10               |
| Faruq          | Februar 1942  | März 1942     | –               | 1                |
| Faruq          | Oktober 1942  | Januar 1945   | 2               | 3                |
| Summe          | –             | –             | 10              | 9                |

## Ende der Verfassung von 1923

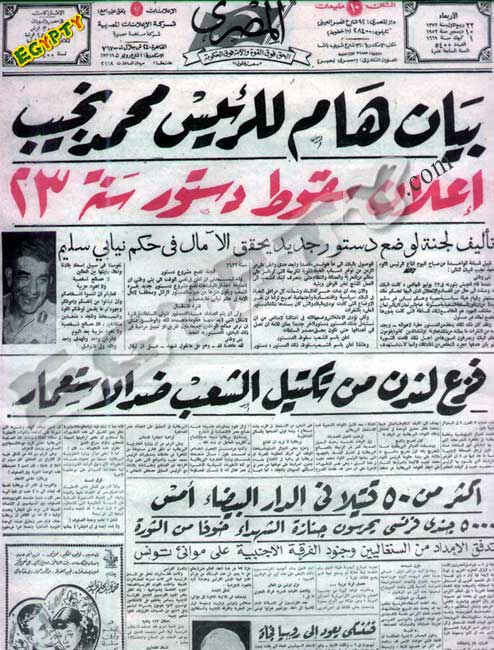
Eine Zeitung berichtet über die Außerkraftsetzung der Verfassung, Dezember 1952

Am 23. Juli 1952 übernahm die „Bewegung der Freien Offiziere“, geführt von Muhammad Nagib und Gamal Abdel Nasser, in einem unblutigen Militärputsch die Macht und errichtete eine Militärdiktatur. Die Revolutionäre zwangen König Faruq am 26. Juli abzudanken und seinem Sohn Fu'ād II. den Thron zu überlassen. Unter dessen formalen Herrschaft blieb auch die Verfassung vorläufig in Kraft. Jedoch höhlte sie das neue Regime systematisch aus und verstieß gegen deren wichtigste Grundsätze.
Am 10. Dezember 1952 wurde die Verfassung von 1923 außer Kraft gesetzt und es kam mit der Abschaffung des Mehrparteiensystems zum endgültigen Abkehr vom Parlamentarismus. Am 16. Januar 1953 wurden alle politischen Parteien, die noch bestanden, zwangsaufgelöst. Zur einzigen legalen Partei wurde die neugegründete „Nationale Union“ mit Nasser als Generalsekretär. Am 10. Februar 1953 wurde eine Übergangsverfassung aufgesetzt und verkündet, dass die Demokratie nach einer dreijährigen „Übergangszeit“ wieder hergestellt werde. Schließlich wurde am 18. Juni 1953 die Monarchie der Muhammad Ali-Dynastie abgeschafft und der König ins Exil nach Italien geschickt.